# Sahibzada Jujhar Singh
Sahibzada Jujhar Singh ji est né en mars 1691 à Anandpur et mort en décembre 1705. C'est le fils cadet de Guru Gobind Singh. Tombé sur le champ de bataille à 14 ans, c'est l'un des martyrs les plus vénérés du sikhisme.
C'est un jeune homme intelligent et fort, qui connaît les textes religieux, l'Histoire et la philosophie. Il maîtrise aussi les arts virils tels que l'équitation, l'épée et le tir à l'arc. Il n'a que 14 ans lorsqu'il son frère Sahibzada Ajit Singh est tué durant la bataille de Chamkaur contre les Moghols.
Il s'empresse d'aller demander la permission à son père, Guru Gobind Singh ji, d'aller combattre avec la même bravoure que son aîné, le priant de ne pas tenir compte de son âge et de lui accorder le droit de servir le Khālsā (ਖਾਲਸਾ). Guru accepte, heureux et fier de son fils.
Aussitôt, Sahibzada Jujar Singh sort de la forteresse pour aller combattre, accompagné de Bhai Himmat Singh et Bhai Sahib Singh (deux des cinq Piaré) et de trois autres sikhs, que Guru considère comme ses propres enfants. 
Ils se battent comme des lions. Les troupes mogholes sont à la fois étonnées et terrifiées par l'audace et les qualités guerrières de si jeunes hommes.
Mais malgré sa bravoure, Sahibzada ne peut éviter qu'une lance lui traverse la poitrine et le blesse mortellement.
Du haut de la forteresse Guru a assisté au combat. Il remercie Dieu d'avoir donné à ses fils le courage nécessaire, au delà de ses espérances. Il a ainsi prouvé que pour défendre sa cause, il n'a pas hésité à sacrifier ses propres fils. 
Ainsi est tombé le fils du dernier des dix Gurus du sikhisme, pour servir d'exemple aux générations futures. La communauté sikh le classe parmi ses martyrs.